# Hana Havelková
Hana Havelková (18. září 1949 Valtice – 31. října 2020 Praha) byla česká socioložka, filozofka, vysokoškolská pedagožka zaměřující se na genderová témata a spoluzakladatelka katedry genderových studií na Fakultě humanitních studií Karlovy univerzity v Praze.

## Život
Vystudovala sociologii na Masarykově univerzitě v Brně (1972, titul M.A.) a v oboru politická filosofie na též univerzitě získala doktorát (1976, titul PhDr.). Dále absolvovala doktorské studium na Fakultě sociálních věd Univerzity Karlovy v Praze (2007, titul PhD.).
Působila jako vedoucí Katedry genderových studií. V roce 2003 působila jako hostující profesorka v Innsbrucku, absolvovala zahraniční stáže na univerzitách v Oslu (1993) a ve Vídni (2002). V letech 1992–1998 působila jako Členka výboru International Association of Women Philosophers (IAPh) a výboru nadace Gender Studies. Byla předsedkyní Českého helsinského výboru pro lidská práva, členkou redakční rady Sociologického časopisu a časopisu L'Homme (Vídeň) a členkou ediční skupiny časopisu "Constellations: An International Journal of Critical and Democratic Theory" (vyd. v New Yorku). Byla členkou expertní skupiny Evropské komise Enwise, která vznikla z podnětu Evropské komise s cílem zjistit situaci žen ve vědě v postkomunistických zemích a působila v letech 2002–2003.
Na Fakultě humanitních studií Univerzity Karlovy přednášela feministické teorie, teorie občanské společnosti, sociologii a gender studies.

## Dílo
Hana Havelková byla autorkou publikací v češtině, angličtině i němčině. Ve své publikační a výzkumné činnosti se věnuje například tématům strukturální proměny české společnosti z hlediska genderu v období komunismu a postkomunistické transformace, vztahu mezi soukromou a veřejnou sférou, tématu žen v politice a ve vědě, současnému ženskému hnutí a také některým segmentům mediálního diskursu.
Hlavní myšlenky z celoživotního díla Hany Havelkové shrnuje publikace Odvaha nesouhlasit: Feministické myšlení Hany Havelkové a jeho reflexe (Sokolová, V., Kobová L., eds., 2019). Publikace obsahuje šestnáct zásadních textů z její rozsáhlé bibliografie od začátku devadesátých let 20. století do současné doby, v nichž Hana Havelková formulovala své stěžejní argumenty, koncepty a teorie.